# Rsync
rsync (англ. remote synchronization) — программа для UNIX-подобных систем, которая эффективно выполняет синхронизацию файлов и каталогов в двух местах (необязательно локальных) с минимизированием трафика, используя кодирование данных при необходимости. Важным отличием rsync от многих других программ/протоколов является то, что зеркалирование осуществляется одним потоком в каждом направлении (а не по одному или несколько потоков на каждый файл). rsync может копировать или отображать содержимое каталога и копировать файлы, опционально используя сжатие и рекурсию. rsync передаёт только изменения файлов, что отражается на производительности программы.
Выпущен под лицензией GNU GPL.

## Синтаксис
Подобно rcp и scp, rsync требует указания источника и назначения; любой из них может быть удалённым, но не оба одновременно.
Общий синтаксис:
rsync [OPTION] … SRC … [USER@]HOST:DEST
rsync [OPTION] … [USER@]HOST:SRC [DEST]
где SRC — это файл или каталог (или список из нескольких файлов и каталогов) для копирования, DEST — файл или каталог для копирования, а квадратные скобки указывают необязательные параметры.

## Демон
rsyncd — демон, реализующий протокол rsync. По умолчанию использует TCP-порт 873.
Rsync также может быть запущен в режиме демона, который принимает следующие параметры:
--daemon — запустить rsync как демон,
--address=ADDRESS — связаться с определённым адресом,
--config=FILE — определить конфигурацию rsyncd «rsyncd.conf»,
--port=PORT — указать порт подключения,
--log-file=FILE — переписать настройки логирования («log file»),
--sockopts=OPTIONS — указать TCP параметры,
-h, --help — посмотреть дополнительные опции (если указать после флага --daemon).

## Примеры
1. rsync -arv somedirectory otherplace — сохранить все атрибуты, синхронизировать рекурсивно, подробный вывод информации в процессе работы.
2. rsync -arv local/directory user@remote.server.address:/remote/directory/ — копирование из локального каталога в удалённый.
3. rsync -arv user@remote.server.address:/remote/data local/directory/ — копирование из удалённого каталога в локальный.
4. rsync -arv --progress user@remote.server.address:/remote/data local/directory/ — показать прогресс в процентах для каждого файла.
5. rsync -arv --exclude={"*.jpg", "*.png"} user@remote.server.address:/remote/data local/directory/ — исключить все файлы с расширением .jpg и .png.
6. rsync -arv --delete user@remote.server.address:/remote/data local/directory/ — удалить файлы в каталоге назначения, если в каталоге-источнике больше таких файлов нет.

## Некоторые дополнительные функции rsync
- поддержка копирования ссылок, устройств, владельцев, групп и разрешений;
- exclude и exclude-from опции, похожие на GNU tar;
- режим исключения CVS для игнорирования тех же файлов, которые CVS игнорировал бы;
- может использовать любую прозрачную удаленную оболочку, включая ssh или rsh;
- не требует привилегий суперпользователя;
- конвейерная передача файлов для минимизации затрат времени;
- поддержка анонимных или аутентифицированных демонов rsync (идеально подходит для зеркалирования);
- поддержка тестового прогона.

## Алгоритм
Утилита rsync использует алгоритм, разработанный австралийским программистом Эндрю Триджеллом для эффективной передачи структур (например, файлов) по коммуникационным соединениям в том случае, когда принимающий компьютер уже имеет отличающуюся версию этой структуры.
Принимающий компьютер разделяет свою копию файла на неперекрывающиеся фрагменты фиксированного размера S и вычисляет контрольную сумму для каждого фрагмента: MD4-хеш и более слабый кольцевой хеш, и отправляет их серверу, с которым синхронизируется.
Сервер, с которым синхронизируются, вычисляет контрольные суммы для каждого фрагмента размера S в своей версии файла, в том числе перекрывающиеся фрагменты. Вычисления производятся эффективно ввиду особого свойства кольцевого хеша: если кольцевой хеш байт от n до n + S − 1 равняется R, то кольцевой хеш байт от n + 1 до n + S может быть посчитан, исходя из R, байта n и байта n + S без необходимости учитывать байты, лежащие внутри этого интервала. Таким образом, если уже подсчитан кольцевой хеш байт 1—25, то для подсчета кольцевого хеша байт 2—26 используется предыдущее значение и байты 1 и 26.

## Применение
rsync была создана как замена для rcp и scp. Одним из первых применений rsync стало зеркалирование или резервное копирование клиентских Unix-систем на центральный Unix-сервер с использованием rsync/ssh и обычной учётной записи Unix. С планировщиком задач, таким как cron, возможно организовать автоматизированное основанное на rsync зеркалирование по защищенному криптографически каналу между многими компьютерами и центральным сервером.
Большинство пользователей используют команду rsync в качестве бэкапов и для синхронизации данных между локальными и удалёнными системами, так как она позволяет быстро, эффективно и с минимальными ресурсами выполнять инкрементальные копирования, а также сохранять права доступа и метаданные файлов.

## Приложения rsync
| Program                 | Операционная система | Операционная система | Операционная система | Бесплатное программное обеспечение | Описание                                                                                               |
| Program                 | Linux                | macOS                | Windows              | Бесплатное программное обеспечение | Описание                                                                                               |
| ----------------------- | -------------------- | -------------------- | -------------------- | ---------------------------------- | --- |
| Back In Time (англ.)    | Да                   | Нет                  | Нет                  | Да                                 | Интегрируются в GNOME и KDE SC 4 и доступны непосредственно из репозиториев многих дистрибутивов Linux |
| BackupAssist (англ.)    | Нет                  | Нет                  | Да                   | Нет                                | Прямое зеркало или с историей, VSS.                                                                    |
| cwRsync                 | Нет                  | Нет                  | Да                   | Нет                                | На основе Cygwin.                                                                                      |
| Grsync (англ.)          | Да                   | Да                   | Да                   | Да                                 | Графический интерфейс для rsync в Linux и Windows-системах                                             |
| GS RichCopy 360 (англ.) | Нет                  | Нет                  | Да                   | Нет                                | Предназначен только для рабочих станций MS Windows и серверов с поддержкой VSS.                        |
| LuckyBackup (англ.)     | Да                   | Да                   | Да                   | Да                                 | Он предоставляет графический интерфейс, основанный на кросс-платформенной библиотеке Qt                |

## Вариации rsync
- zsync — это инструмент, похожий на rsync, оптимизированный для множества загрузок в каждой версии файла. zsync используется дистрибутивами Linux, такими как Ubuntu, для распространения быстро меняющихся файлов бета-образа ISO. zsync использует протокол HTTP и файлы. zsync с предварительно рассчитанным скользящим хешем, чтобы минимизировать нагрузку на сервер и разрешить передачу различий для оптимизации сети.[6]
- Библиотека librsync, используемая rdiff, является независимой реализацией алгоритма rsync. Он не использует сетевой протокол rsync и не делится каким-либо кодом с приложением rsync. Он используется Dropbox, rdiff-backup, duplicity и другими утилитами.[7]
- rclone — это инструмент с открытым исходным кодом, вдохновленный rsync, который ориентирован исключительно на поставщиков облачных систем хранения. Он поддерживает более 10 различных поставщиков и предоставляет rsync-подобный интерфейс для резервного копирования локальных данных этим поставщикам.[8]